# ساداكو كوريهارا
ساداكو كوريهارا (باليابانية: 栗原貞子؛ بالكانا: くりはら さだこ) هي كاتِبة وشاعرة يابانية، ولدت في مارس 1913 في هيروشيما في اليابان، وتوفيت في 2005.